# Ivan Čupić
Ivan Čupić, född 27 mars 1986 i Metković, är en kroatisk handbollstränare och tidigare handbollsspelare (högersexa).

## Handbollskarriär
Ivan Čupić skadade sig allvarligt under en landslagsträning den 24 juli 2008 som ingick i förberedelserna inför OS i Peking. Čupić fastnade i en stålvajer med sin vigselring som satt på vänster ringfinger. Fingret skadades så allvarligt vid olyckan att två tredjedelar av det amputerades.
Čupić rehabilitering efter amputationen gick, trots att det var en del av hans skotthand, ovanligt snabbt och han var tillbaka i spel efter bara två månader. Under hösten 2008 gjorde Čupić sedan ungefär i snitt tio mål per match för sin nya klubb RK Velenje, som han värvats till från det spanska klubblaget SD Octavio. Han blev då uttagen av förbundskaptenen Lino Červar till Kroatiens landslag igen och representerade dem under VM på hemmaplan i januari 2009. Turneringen resulterade i VM-silver och Čupić blev även turneringens näst bästa målskytt med 66 gjorda mål på 81 försök (81 procent av skotten gick i mål, bäst av de 36 första i skytteligan).
Sommaren 2010 värvades Čupić till tyska Rhein-Neckar Löwen. Han spelade där två säsonger. Därefter gick han till polska KS Kielce. Med Kielce blev han polsk mästare fyra år i rad och avslutade sejouren med att vinna Champions League, 2016.
Sommaren 2016 gick Čupić till den storsatsande nordmakedonska klubben RK Vardar. Redan första säsongen vann klubben överraskande hela Champions League efter att ha slagit Paris Saint-Germain HB med ett mål i finalen. Två säsonger senare, 2019, upprepade laget bedriften genom att vinna över Veszprém KC i finalen.

## Meriter i urval

### Klubblag
- Champions League-mästare tre gånger: 2016 (med KS Kielce), 2017 och 2019 (med RK Vardar)
- Slovensk mästare 2009 med RK Velenje
- Polsk mästare fyra gånger: 2013, 2014, 2015 och 2016 KS Kielce
- Nordmakedonsk mästare fyra gånger: 2017, 2018, 2019 och 2021 med RK Vardar
- SEHA-ligamästare tre gånger: 2017, 2018 och 2019 med RK Vardar

### Landslag
- EM 2008 i Norge:  Silver
- VM 2009 i Kroatien:  Silver
- EM 2010 i Österrike:  Silver
- EM 2012 i Serbien:  Brons
- OS 2012 i London:  Brons
- VM 2013 i Spanien:  Brons
- EM 2014 i Danmark: 4:a
- VM 2015 i Qatar: 6:a
- EM 2016 i Polen:  Brons
- OS 2016 i Rio de Janeiro: 5:a